# 保静州
保静州，五代十國期間设置的州。
五代后梁开平元年（907年），马楚在溪州三亭县置保静州，后晋天福五年（940年）马楚废三亭县。北宋建隆元年（960年）改为羁縻州，为彭氏土司控制，属荆湖北路。元朝初年，改保静州为保靖州，属新添葛蛮安抚司。明朝洪武六年（1373年）十二月升为保靖州军民宣慰使司。清朝雍正七年（1729年）改为保靖县，属永顺府。